# Адел (Висконсин)
Адел (енгл. Adell) град је у америчкој савезној држави Висконсин.

## Демографија
По попису из 2010. године број становника је 516, што је 1 (-0,2%) становника мање него 2000. године.
| Група             | 2000.       | 2010.       |
| Белци             | 494 (95,6%) | 477 (92,4%) |
| Афроамериканци    | 0 (0,0%)    | 1 (0,2%)    |
| Азијати           | 2 (0,4%)    | 10 (1,9%)   |
| Хиспаноамериканци | 12 (2,3%)   | 18 (3,5%)   |
| Укупно            | 517         | 516         |